# 33기 기성전 (일본)
33기 기성전(棋聖戦)은 일본의 바둑기전으로 각 6명으로 구성된 2개조가 2008년 6월부터 본선 리그를 시작해서 2008년에 10월23일에 각조 1위가 가진 도전자 결정전으로 요다 노리모토(依田紀基)9단이 이야마 유타(井山裕太) 8단을 물리치고 도전자 자격을 따냈으나, 야마시타 케이고 기성이 4승2패로 타이틀을 방어했다.

## 대회 일정
| 구분          | 일정                     |
| ------------- | ------------------------ |
| 예선 A, B, C  | 2007년 6월 - 12월        |
| 최종 예선     | 2008년 1월 - 2008년 4월  |
| 본선 리그     | 2008년 6월 - 2008년 10월 |
| 도전자 결정전 | 2008년 10월 23일         |
| 도전기        | 2009년 1월14일 - 3월12일 |

## 본선 리그
본선리그는 2개 조로 구성되는데 각조는 전기 본선 조별 성적 상위4명과 최종예선을 거쳐 선발한 2명으로 구성된다. 각조는 풀리그를 통해 1위를 가리고, 각조 1위는 도전자 결정전을 통해서 도전자를 결정한다. 본선경기는 덤 6집반, 제한시간 각자 5시간 초읽기 1분 5회로 진행된다.

### 본선 A조
| 서열 | 기사명                    | 조 | 왕 | 이야마 | 타카오 | 가타오카 | 유키 | 성적   | 순위 |
| 1    | 조치훈                    | -  | 승 | 패     | 패     | 승       | 패   | 2승3패 | 3위  |
| 2    | 왕 리청 (王 立誠)         | 패 | -  | 패     | 패     | 승       | 승   | 2승3패 | 4위  |
| 3    | 이야마 유타 (井山 裕太)   | 승 | 승 | -      | 승     | 승       | 승   | 5승    | 1위  |
| 4    | 타카오 신지 (高尾 紳路)   | 승 | 승 | 패     | -      | 승       | 패   | 3승2패 | 2위  |
| 5    | 가타오카 사토시 (片岡 聡) | 패 | 패 | 패     | 패     | -        | 승   | 1승4패 | 탈락 |
| 5    | 유키 사토시 (結城 聡)     | 승 | 패 | 패     | 승     | 패       | -    | 2승3패 | 탈락 |

### 본선 B조
| 서열 | 기사명                    | 장쉬 | 가토 | 요다 | 하네 | 코노 | 혼다 | 성적   | 순위 |
| 1    | 장쉬 (張 栩)              | -    | 승   | 패   | 패   | 승   | 승   | 3승2패 | 2위  |
| 2    | 가토 아츠시 (加藤 充志)   | 패   | -    | 패   | 승   | 패   | 패   | 1승4패 | 탈락 |
| 3    | 요다 노리모토 (依田 紀基) | 승   | 승   | -    | 패   | 승   | 승   | 4승1패 | 1위  |
| 4    | 하네 나오키 (羽根 直樹)   | 승   | 패   | 승   | -    | 패   | 승   | 3승2패 | 3위  |
| 5    | 코노 린 (河野 臨)         | 패   | 승   | 패   | 승   | -    | 승   | 3승2패 | 4위  |
| 5    | 혼다 쿠니히사 (本田 邦久) | 패   | 승   | 패   | 패   | 패   | -    | 1승4패 | 탈락 |

## 도전자 결정전
도전자 결정전은 본선 A조 1위 이야마 유타 8단과 B조 1위 요다 노리모토 9단 간에 2008년 10월 23일에 있었다.
| A조 1위     | 전적  | B조 1위       |
| ----------- | ----- | ------------- |
| 이야마 유타 | 0 - 1 | 요다 노리모토 |

| 2008년 10월23일 | 이야마 유타 | 흑불계승 | 요다 노리모토 | 덤:6집반 제한시간:각 5시간 60초5회 |

## 도전기
도전기는 7번기. 제한시간 각자 8시간에 1분 초읽기 10회. 덤은 6집반이다.
| 기성            | 전적  | 도전자        |
| --------------- | ----- | ------------- |
| 야마시타 케이고 | 4 - 2 | 요다 노리모토 |

| 2009년 1월 14-15일 札幌 後楽園 | 요다 노리모토 | 흑1.5집승 | 야마시타 케이고 | 덤:6집반 제한시간:8시간, 60초 초읽기 10회 |

| 2009년 1월 28-29일 神奈川県 平塚市 | 야마시타 케이고 | 백0.5집승 | 요다 노리모토 | 덤:6집반 제한시간:8시간, 60초 초읽기 10회 |

| 2009년 2월 4-5일 広島県 尾道市 | 요다 노리모토 | 백0.5집승 | 야마시타 케이고 | 덤:6집반 제한시간:8시간, 60초 초읽기 10회 |

| 2009년 2월 19-20일 岩手県花巻市 佳松園 | 야마시타 케이고 | 흑불계승 | 요다 노리모토 | 덤:6집반 제한시간:8시간, 60초 초읽기 10회 |

| 2009년 2월 25-26일 三重県阿児町 賢島宝生苑 | 요다 노리모토 | 흑5.5집승 | 야마시타 케이고 | 덤:6집반 제한시간:8시간, 60초 초읽기 10회 |

| 2009년 3월 11-12일 静岡県熱海市 熱海後楽園 | 야마시타 케이고 | 백2.5집승 | 요다 노리모토 | 덤:6집반 제한시간:8시간, 60초 초읽기 10회 |